# Katoporus kwangoensis
Katoporus kwangoensis is een keversoort uit de familie Discolomatidae. De wetenschappelijke naam van de soort is voor het eerst geldig gepubliceerd in 1960 door John.